# Outils divers de bottier
Le bottier avait à sa disposition un nombre important d'outils de finition. Sa façon de les utiliser était une sorte de signature.

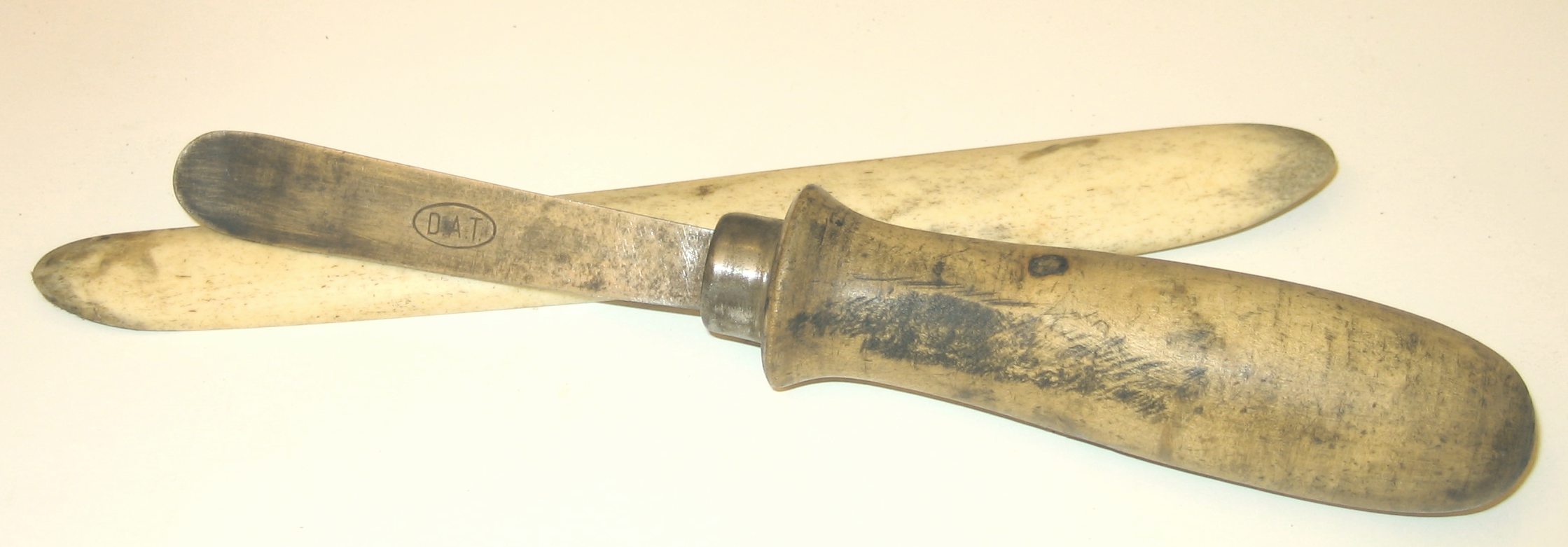
Outils servant au lissage.
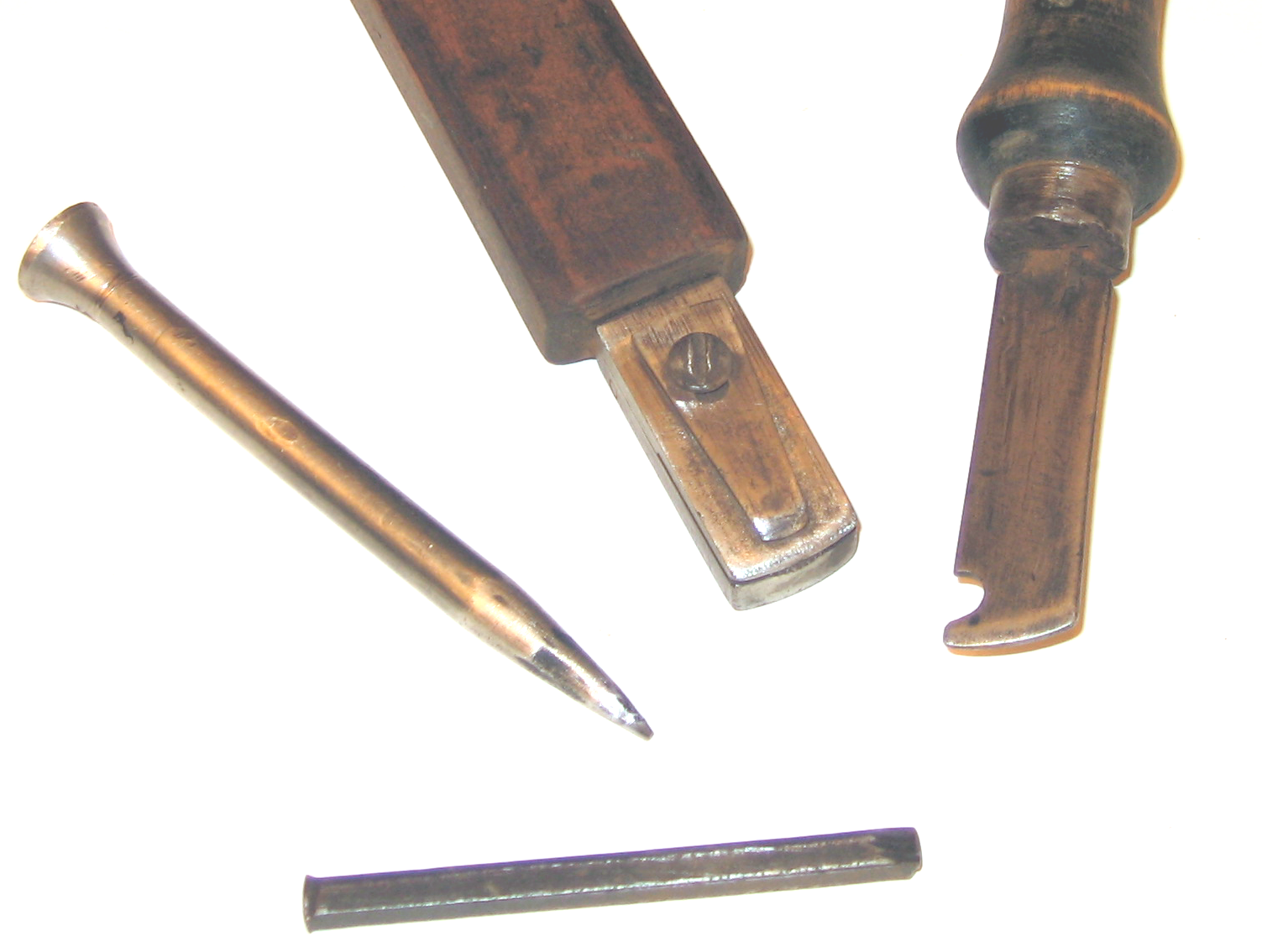
Outils divers.
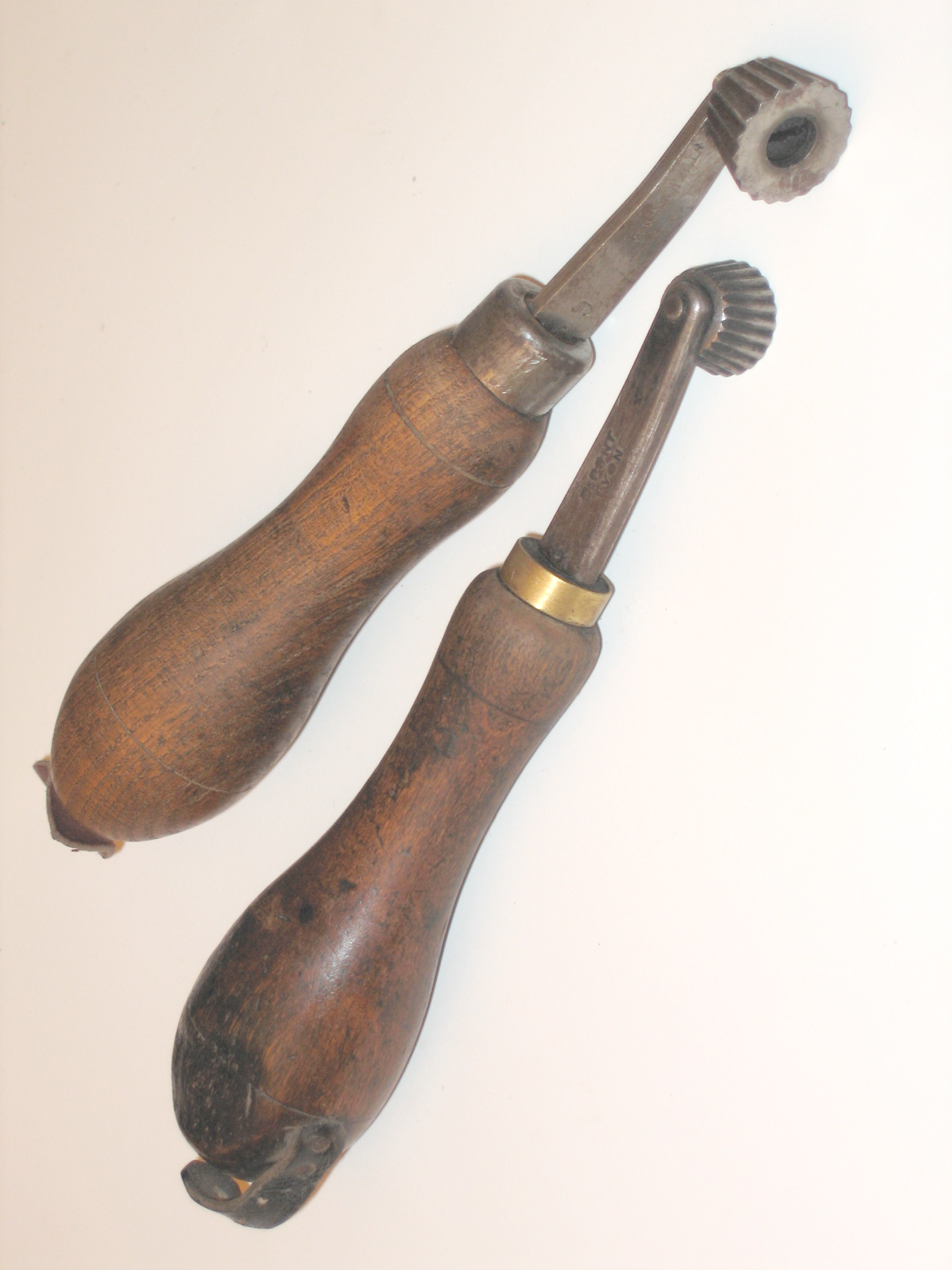
Outils servant à guillocher le rebord de la semelle.

Exemples d'outils de bottier :
- Alêne
- Bussetto
- Gouge
- Marteau
- Tranchet